# Paretroplus maculatus
Paretroplus maculatus es una especie de peces de la familia Cichlidae en el orden de los Cichlidiformes.

## Morfología
Los machos pueden llegar alcanzar los 15,8 cm de longitud total.

## Distribución geográfica
Se encuentra en Madagascar.